# 谷木小煤炱
谷木小煤炱（学名：Meliola memecyli）是属于小煤炱目小煤炱科小煤炱属的一种真菌，寄生在谷木属植物上。该种分布于中国、印度、印度尼西亚、菲律宾。